# Classe ATC A13
Pour les articles homonymes, voir ATC et A13.
La classe ATC A13, dénommée « Toniques », est un sous-groupe thérapeutique de la classification anatomique, thérapeutique et chimique, développée par l'OMS pour classer les médicaments et autres produits médicaux. La classe ATC vétérinaire correspondante dans la classification ATCvet est QA13. Le sous-groupe présenté ici est celui établi par l'OMS, et peut donc différer des versions dérivées utilisées dans certains pays. Il fait partie du groupe anatomique A de la classification, intitulé « Système digestif et métabolisme ».

## A13A Toniques
Le groupe ATC A13 compte, par exemple, le médicament guronsan, un mélange de glucuronamide, acide ascorbique et caféine.